# Герман Галанис
Герман (на гръцки: Γερμανός, Германос) е гръцки духовник, тамиатейски епископ на Александрийската патриаршия от 2019 година.

## Биография
Роден е със светското име Николаос Галанис (Νικόλαος Γαλάνης) в 1951 година в солунското село Дремиглава (Дримос), Гърция. Завършва Богословския факултет на Солунския университет. На 9 февруари 1973 година се замонашва. На 9 май 1977 година е ръкоположен за дякон от митрополит Павел Берски. На 8 април 1979 година е ръкоположен за презвител от митрополит Спиридон Лъгадински. Служи в Лъгадинската, Литийска и Рендинска митрополия и е игумен на манастира „Света Троица“ в Пенде Врисес. От 2010 година до 2018 година служи в Йерисовската, Светогорска и Ардамерска митрополия.
През 2018 година е назначен за ръководител и духовник на манастира „Свети Сава“ в Александрия. Също през същата година е назначен за кодикогаф на Светия синод на Александрийската патриаршия. На 25 ноември 2019 година е ръкоположен в манастира „Свети Сава“ за тамиатски титулярен епископ, на старата катедра в Дамиета.